# ギタラマ
ギタラマは、ルワンダの南部州の都市。南部州に属しているが、ルワンダの中央部に位置している。人口は82,797人（2022年国勢調査）。
かつてはギタラマ県の中心都市であった（ギタラマ県は2006年、南部州に再編された）。現在でも南部州ギタラマ郡の中心都市となっている。